# Jundiá
Jundiá est une municipalité brésilienne dans l'État de l'Alagoas.